# Blairstown (Missouri)
Pour les articles homonymes, voir Blairstown.
La ville de Blairstown est située dans le comté de Henry, dans l’État du Missouri, aux États-Unis. Sa population s’élevait à 97 habitants lors du recensement de 2010, estimée à 94 habitants en 2016.

## Histoire
Blairstown a été établie quand le chemin de fer a été prolongé jusqu’à cet endroit. Un bureau de poste du nom de Blairstown a ouvert en 1886. La localité a été nommée en hommage à l’entrepreneur John Insley Blair (en).

## Source
- (en) Cet article est partiellement ou en totalité issu de l’article de Wikipédia en anglais intitulé « Blairstown, Missouri » (voir la liste des auteurs).

1. ↑  Eaton, David Wolfe, How Missouri Counties, Towns and Streams Were Named, The State Historical Society of Missouri, 1916, 172 p. (lire en ligne).
2. ↑  « Post Offices », Jim Forte Postal History (consulté le 4 octobre 2016).
3. ↑  « Henry County Place Names, 1928–1945 (archived) » [archive du 24 juin 2016], The State Historical Society of Missouri (consulté le 4 octobre 2016).